# Красне (Даровський район)
Кра́сне (рос. Красное) — село у складі Даровського району Кіровської області, Росія. Адміністративний центр Лузянського сільського поселення.
Населення становить 552 особи (2010, 601 у 2002).
Національний склад станом на 2002 рік — росіяни 99 %.